# 536年
| 千纪： | 1千纪                                                                                                  |
| 世纪： | 5世纪 \| 6世纪 \| 7世纪                                                                                |
| 年代： | 500年代 \| 510年代 \| 520年代 \| 530年代 \| 540年代 \| 550年代 \| 560年代                              |
| 年份： | 531年 \| 532年 \| 533年 \| 534年 \| 535年 \| 536年 \| 537年 \| 538年 \| 539年 \| 540年 \| 541年        |
| 纪年： | 丙辰年（龙年）；南朝梁大同二年；高昌章和六年；东魏天平三年；西魏大统二年；王迢觸平都元年；新罗建元元年 |

## 大事记
- 拜占庭帝國 將軍貝利薩留橫渡墨西拿海峽進入義大利半島洗劫那不勒斯，東哥特王國國王狄奧達哈德因在哥德戰爭的無能表現而遭罷黜，狄奧多里克 的外孫女婿維蒂吉斯繼位，並派奧普塔里斯(Optaris)將其殺害。
- 12月，拜占庭帝國將軍貝利薩留從東哥特王國攻下羅馬城。
- 新羅法興王始稱年號建元元年，為朝鮮半島第一個使用的年號。
- 全球出現極端天氣引發全球大面積饑荒，中原在夏季時下雪，而這一切很可能源於當時冰島的一次火山爆發[1]。

## 逝世
- 陶弘景，中国医学家（456年出生，80岁）
- 慧光大师，中国佛教领袖（487年出生，49岁）
- 達摩祖師，從印度到中國傳法的佛教領袖（382年生，154歲）
- 4月22日——阿加彼特一世，教皇
- 12月——狄奧達哈德，東哥特王國的國王，在位期間為 534 年至 536 年。